# Nathan Dyer
Nathan Antone Jonah Dyer (ur. 29 listopada 1987 roku) – angielski piłkarz grający w klubie Swansea City na pozycji pomocnika.

## Kariera piłkarska
Dyer jest wychowankiem Southampton, skąd zostawał regularnie wypożyczany do klubów z niższych lig. W 2008 roku trafił do walijskiego Swansea City. Pomógł klubowi w awansie do Premier League, a w sezonie 2011/2012 zdobył Capital One Cup. W finale tych rozgrywek z Bradford (5-0) strzelił dwie bramki i został wybrany zawodnikiem meczu. Dzięki temu triumfowi Swansea awansowało pierwszy raz w historii klubu do Ligi Europejskiej.